# Emily Woodruff
Emily Woodruff (n. 19 aprilie 1846, Cincinnati, Ohio, SUA – d. 28 martie 1916, Berwyn⁠(d), Illinois, SUA) a fost o arcașă ce a reprezentat Statele Unite ale Americii, medaliată olimpică. A participat la o ediție a Jocurilor Olimpice (1904) în care a câștigat o medalie de aur.

## Participări
Lista de mai jos prezintă principalele competiții la care a participat Emily Woodruff de-a lungul carierei.
- archery at the 1904 Summer Olympics – women's team round[*]